# Jeanna Fine
Jeanna Fine (nacida Jennifer Payson en Nueva York el 29 de septiembre de 1964) es una bailarina exótica y actriz pornográfica estadounidense. Su carrera abarcó el final de los años 80 y la década de los 90. Participó en más de 490 películas y forma parte de los Salones de la Fama de AVN y de XRCO.

## Biografía
Empezó a trabajar en el porno a los 21 años, como una punk y rubia pero desapareció de las pantallas entre 1986 y 1989. Volvió a los escenarios, esta vez como morena, en 1990 para volver a dejar los escenarios dos años más tarde con la intención de casarse con el actor porno Sikki Nixx. La boda no tuvo lugar y la actriz mantuvo primero una relación lésbica con Savannah y luego otra con Jim Bernstien, con el finalmente se casaría (1994). Ganó su gran popularidad debido a la gran capacidad que tenía para realizar felaciones de garganta profunda en la mayoría de sus escenas, siendo una de las iniciadoras en este arte que posteriormente ha tenido grandes sucesoras.
Cuatro meses después del nacimiento del hijo que tuvieron en común, Jeanna Fine regresó por tercera vez al mundo del porno y lo hizo con Latex (1995), del afamado director Michael Ninn.
En 1999 fue incluida en el AVN Hall of Fame.

## Premios

### Premios AVN
- 1991 A la mejor actriz por Hothouse Rose[1]
- 1996 A la mejor actriz por Skin Hunger[1]
- 1996 A la mejor actriz de reparto por Dear Diary[1]
- 1997 A la mejor actriz por My Surrender[1]
- 1998 A la mejor escena lésbica por Cellar Dwellers 2[1]
- 1998 A la mejor actriz de reparto por Miscreants[1]
- 1999 A la mejor actriz por Cafe Flesh 2[1]
- 1999 Inclusión en el AVN Hall of Fame[1]

### Premios XRCO
- 1991 A la mejor actriz por Steal Breeze[2]
- 1992 A la mejor actriz por Brandy and Alexander[2]
- 1995 A la mejor actriz por Skin Hunger[3]
- 1997 A la mejor actriz por My Surrender[1]
- 1997 A la mejor escena lésbica por – Miscreants (junto a Tiffany Mynx y Stephanie Swift)[3]
- 1998 A la mejor actriz por Cafe Flesh 2[3]